# Polizeihäftlingslager Tromsdalen
Das Polizeihäftlingslager Tromsdalen wurde im November 1942 in Krøkebærsletta bei Tromsø in Nordnorwegen eingerichtet. Es diente der deutschen Sicherheitspolizei (Sipo) und dem Sicherheitsdienst (SD) als Ersatz für das zu kleine Polizeihäftlingslager Sydspissen. Es wurden hauptsächlich politische Gegner und einige Frauen inhaftiert. Zahlreiche Häftlinge wurden in verschiedene Konzentrationslager nach Deutschland sowie in die größeren Lager Falstad und Grini in Norwegen verschleppt. Insgesamt waren bis Mai 1945 in beiden Lagern insgesamt 2486 Gefangene inhaftiert. Das Lager unterstand dem jeweiligen Kommandeur der Sicherheitspolizei und des SD in Tromsø (Kurt Stage und ab Mai 1944 Oswald Poche).